# Le Bourgneuf-la-Forêt
Le Bourgneuf-la-Forêt is een gemeente in het Franse departement Mayenne (regio Pays de la Loire). De plaats maakt deel uit van het arrondissement Laval. Le Bourgneuf-la-Forêt telde op 1 januari 2022 1.726 inwoners.

## Geografie
De oppervlakte van Le Bourgneuf-la-Forêt bedroeg op 1 januari 2022 28,6 vierkante kilometer; de bevolkingsdichtheid was toen 60,3 inwoners per km².

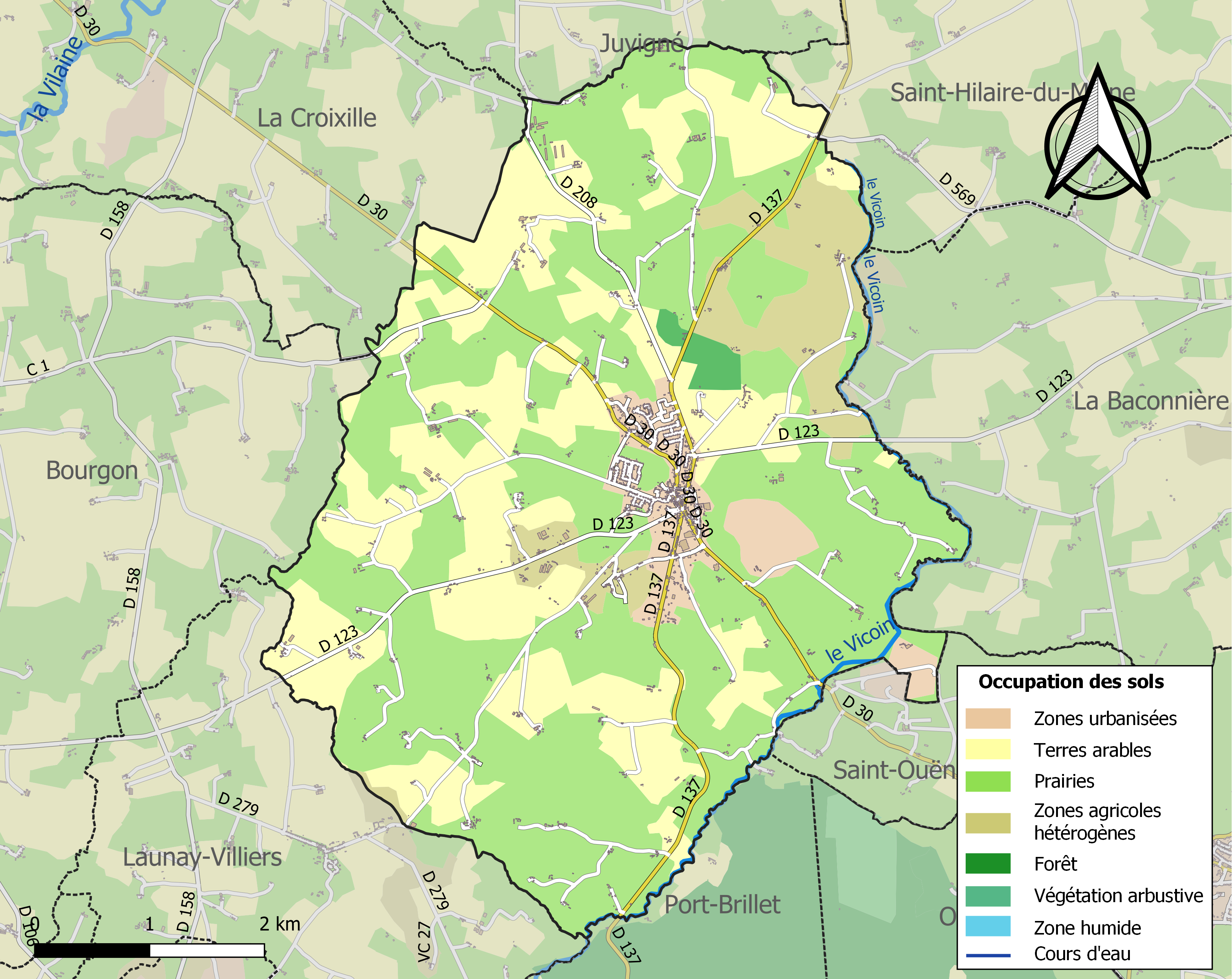
Kaart van de gemeente met de belangrijkste infrastructuur, bodemgebruik en omliggende gemeenten

## Demografie
Onderstaande figuur toont het verloop van het inwonertal (bron: INSEE-tellingen).